# Frosta tingslag
Frosta tingslag var före 1948 ett tingslag i Malmöhus län i Frosta och Eslövs domsaga. Tingsplatsen var Hörby.
Tingslaget omfattade Frosta härad. 
Tingslaget uppgick 1948 i Frosta och Eslövs domsagas tingslag